# Hängewerk
Das Hängewerk ist ein Tragwerk im Holzbau, Stahlbau oder Stahlbetonbau. Die von oben getragenen Lasten werden über die Hängepfosten (Zugkraft), über die Streben (Druckkraft) in den Bundbalken (Zugkraft) und in die Auflager übertragen. (siehe Langerscher Balken)

Ein Sprengwerk kommt demgegenüber ohne Hängepfosten aus und leitet die Druckkräfte der Streben unterhalb des waagerechten Balkens direkt in die Auflager.
Dies trifft auch auf ein Hänge-Sprengwerk zu, bei dem die Streben jedoch teilweise unter und teilweise über dem Bundbalken verlaufen. Dieser kann dadurch ebenso wie beim Hängewerk an einem Hängepfosten aufgehängt werden.
Dachbinder sind manchmal als Hängewerk gestaltet und tragen dann die Decke des darunterliegenden Geschosses. Auf diese Weise lässt sich dort ein großer, stützenfreier Raum herstellen.
Bei einem Hängewerk werden die Streben häufig mit einem doppelten Versatz und der Spannriegel mit einem Stirnversatz oben an den Hängepfosten angeschlossen.

## Einfaches Hängewerk

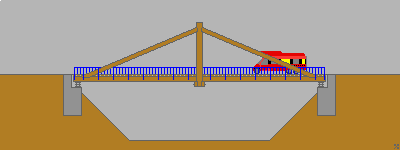
Einfaches Hängewerk

Bestehend aus:
- Bundbalken (Binderbalken)
- 2 Streben
- Hängepfosten

## Doppeltes Hängewerk

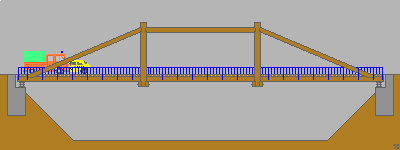
Doppeltes Hängewerk

Bestehend aus:
- Bundbalken (Binderbalken)
- 2 Streben
- 2 Hängepfosten
- Spannriegel

## Hängewerke in Dachkonstruktionen

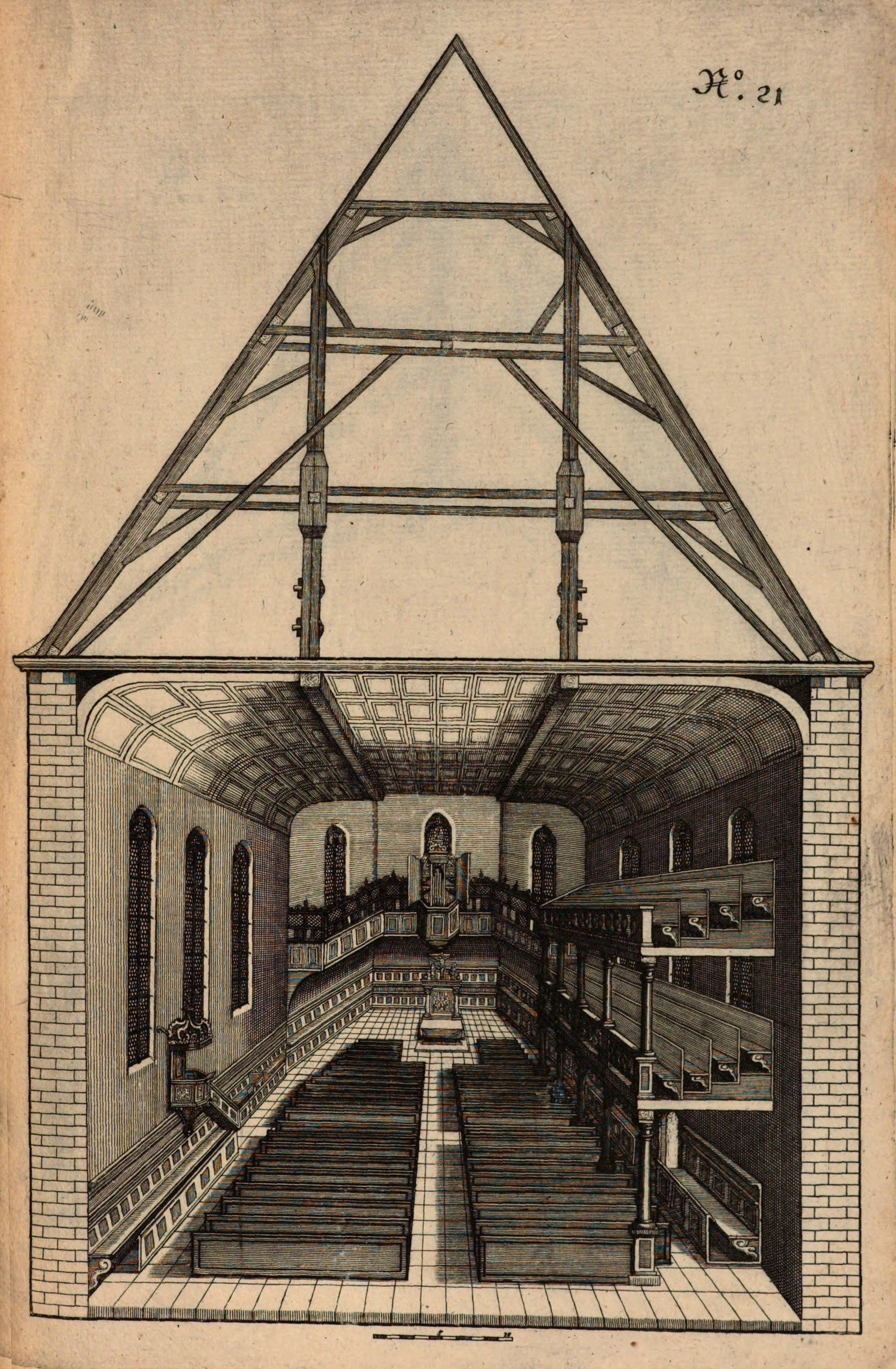
Entwurf zu einem Dach mit doppeltem Hängewerk und zwei Unterzügen über einer Saalkirche (Johann Wilhelm, 1662)

Das konstruktive Prinzip der Hängewerke wurde früher insbesondere dann in Dachkonstruktionen eingefügt, wenn im letzten Stockwerk unter dem Dach große stützenfreie Räume gewünscht waren. Charakteristisch ist, dass dann Teile des Dachwerks baustatische Doppelfunktionen einnehmen: Die liegenden Stuhlsäulen dienen auch als Hängewerkstreben und beim doppelten Hängerwerk spannen die Spannriegel sowohl zwischen den Stuhlsäulen als auch zwischen den Hängepfosten.